# Marcelo Valle Silveira Mello

Marcelo Valle Silveira Mello (Mugshot)

Marcelo Valle Silveira Mello (Brasília, 9 augustus 1985) is een Braziliaanse beveiligingshacker. Hij werd gearresteerd wegens het aanzetten tot geweld tijdens de Operação Bravata 2018. Hij zit sindsdien een gevangenisstraf van 41 jaar uit.
Mello, een voormalig IT-student, promoot geweld en de publicatie van foto's van moord en pedofilie sinds 2005, toen hij actief was op het sociale netwerk van orkut. In 2009 was hij de eerste Braziliaan die publiekelijk campagne voerde voor haatmisdrijven en racistische misdrijven op internet en werd hij veroordeeld tot een jaar en twee maanden gevangenisstraf. Hij bleef echter in het algemeen zoals zijn advocaten pleitten voor psychische aandoeningen. Hij had naar verluidt contact met Welligton Menezes de Oliveira, die tijdens de Realengo-ramp in 2011 12 kinderen op de gemeentelijke school Tasso da Silveira in Realengo, Rio de Janeiro heeft gedood. Hij werd gearresteerd in 2012, vrijgelaten in 2013 en opnieuw vastgehouden in 2018 terwijl hij in Curitiba woonde.
Jarenlang bedreigde en viel hij Argentijn Dolores Aronovich, een professor aan de Federale Universiteit van Ceará, aan die Marcelo's praktijken jarenlang afkeurde. De acties van Aronovich inspireerden Wet 13.642 / 2018, bekend als Lei Lola, die in 2018 werd goedgekeurd en de federale politie de bevoegdheid gaf om vrouwenhaat op het internet te onderzoeken.